# 다카야마 요헤이
다카야마 요헤이(일본어: 高山 洋平, 1979년 11월 26일 ~ )는 일본의 전 축구 선수이다.

## 구단 경력
과거 방포레 고후에서 활동하였다.